# Намакваландский пескорой
Намакваландский пескорой (лат. Bathyergus janetta) — грызун из семейства землекоповых. Один из двух видов рода капских пескороев (Bathyergus).
Обитает в южной Намибии (на границе с ЮАР) и в западной части ЮАР. Редко встречается выше 300 метров над уровнем моря. Обитает в районах прибрежных песчаных дюн, и затвердевших аллювиальных почвах со средним годовым количеством осадков менее 400 мм.
Общая длина тела 25 см, длина хвоста 4 см.
Имеет мягкий мех, короткий хвост, большую, округлую голову, хорошо развиты резцы, крошечные глаза и уши. Отличается от капского пескороя (Bathyergus suillus) меньшими размерами и тусклой окраской серебристо—серого меха с широкой тёмной полосой, идущей от основания шеи до крупа. Также имеются необычные белые области вокруг глаз. Хвост коричневый сверху и белый снизу.
Подземный и в основном солитарный вид. От двух до семи детёнышей рождается после периода беременности продолжительностью 52 дня. Средняя продолжительность поколения два года.
Кариотип характеризуется диплоидным числом, 2n = 54.
Виду угрожает потеря мест обитания из-за добычи алмазов в прибрежном ареале. Хотя угрозой является добыча алмазов, а не иная человеческая деятельность, общественный доступ в эти регионы полностью ограничен.